# Bella Block: Die Frau des Teppichlegers
Die Frau des Teppichlegers ist ein Kriminalfilm der Krimireihe Bella Block des Regisseurs Kai Wessel aus dem Jahr 2005. In der Hauptrolle verkörpert Hannelore Hoger die Hamburger Hauptkommissarin Bella Block, die während eines Einkaufsbummels beinahe Zeugin einer Vergewaltigung wird, welche sie aus Sorglosigkeit jedoch nicht verhindert.

## Handlung
Bella Block ist mit ihrem Lebensgefährten Simon in einer Einkaufspassage beim Shoppen, als die beiden Zeugen einer Streiterei zwischen einem Paar werden. Ohne dem Geschehen große Beachtung zu widmen, setzen sie ihren Weg fort. Maria, eine Spargelstecherin aus Polen, kann sich jedoch nicht alleine gegen die Zudringlichkeiten des Mannes wehren, der sie offenbar begleitet. Sie spricht verschiedene vorbeigehende Passanten an, erfährt jedoch von diesen keine Hilfe. Schließlich wird sie von dem Mann in der Öffentlichkeit vergewaltigt.
Bei der polizeilichen Vernehmung weist der Mann jegliche Schuld von sich; er behauptet, Maria keine Gewalt angetan zu haben. Das Gegenteil beweisen könnten wohl nur die Zeugen der Tat. Obwohl es nicht in Bella Blocks Zuständigkeitsbereich gehört, nimmt sie sich des Falles an und versucht, die Tatzeugen ausfindig zu machen. Keine leichte Aufgabe, zumal sich auch Staatsanwalt Mehlhorn widerspenstig zeigt.
Bella Block lässt sich von diesen Umständen nicht beirren und gewinnt im Zuge ihrer Ermittlungen zunehmend die Erkenntnis, dass jeder der Zeugen die Tat anders in Erinnerung hat. Im weiteren Verlauf der Handlung kommt es zu einem Essen, zu dem Bella von ihrem Lebensgefährten Simon eingeladen wird. Es gibt Spargel. Dies ruft in Bellas Erinnerung erneut den Umstand hervor, dass sie die vermeintlich kleine Streiterei zwischen Maria und ihrer Begleitperson als harmlos eingestuft hat, nicht eingeschritten ist und so die folgende Vergewaltigung nicht verhindert hat.
Zwischenzeitlich ist Bella Block in einem Mordfall ermittelnd tätig, bei dem eine Frau ihren zur Tatzeit betrunkenen Mann ersticht. Obwohl Bella Block die Ermittlungen in diesem Fall weitgehend an ihren neuen Kollegen Jan Martensen delegiert, ist sie es, die letztendlich die auf der Flucht befindliche Täterin überführt.
Die Handlung endet, indem es Bella Block gelingt, Staatsanwalt Mehlhorn auf ihre Seite zu ziehen. Sie kann daher die Hauptzeugin der Vergewaltigungstat dazu überreden, vor Gericht ihre Aussage zu tätigen, um somit den Täter dingfest zu machen. In dem wieder aufgenommenen Gerichtsverfahren wird zusätzlich klargestellt, dass sich mehrere Zeugen des Straftatbestandes der unterlassenen Hilfeleistung schuldig gemacht haben.

## Produktionsnotizen
Norbert Sauer produzierte für die Objektiv Film GmbH (Hamburg) im Auftrag des ZDF.

## Erscheinungstermine
Die Frau des Teppichlegers wurde am 22. Oktober 2005 erstmals im ZDF ausgestrahlt.

## Kritiken
Rainer Tittelbach resümiert, dass der Hauptfigur Bella Block die Straftat, die im öffentlichen Raum stattfindet, besonders nahe gehe und dass Die Frau des Teppichlegers „Einer der besten 'Bella Blocks'“ sei.
Die Programmzeitschrift TV Spielfilm zieht das Fazit: „Berührendes Highlight einer starken Reihe“.
2006 wurde Die Frau des Teppichlegers mit dem Robert-Geisendörfer-Preis, dem Medienpreis der Evangelischen Kirche, ausgezeichnet. 